# هومنتمن لبنان
نادي هومنتمن لبنان (بالإنجليزية: Homenetmen Lebanon)‏ (بالأرمنية: (Հայ Մարմնակրթական Ընդհանուր Միութիւն (ՀՄԸՄ)‏ ويُعرف باسم «الاتحاد العام الأرميني لثقافة الجسد» هو نادي لبناني أرميني متعدد الأندية الرياضية والحركات الكشفية ذات ال 10 فروع في مواقع مختلفة في لبنان بما في ذلك بيروت وبرج حمود وأنطلياس وجونية ومينا (بالقرب من طرابلس) وروضة وجديدة وبوشرية وزحلة وعنجر، وقد تأسس النادي عام 1924 وهو جزء من منظمة هومنتمن Homenetmen لجميع الأرمينيين في جميع أنحاء العالم.
لدى نادي الهومنتمن فرق كبيرة في بطولات الدوري اللبناني المختلفة لا سيما في اتحاد كرة القدم وكرة السلة وألعاب القوى بسباقات المضمار والميدان وتنس الطاولة وركوب الدراجات وغيرها.

## نادي هومنتمن بيروت لكرة القدم
نادي هومنتمن بيروت هو واحدًا من أندية كرة القدم الرئيسية في لبنان، فاز فريقه ببطولة كرة القدم اللبنانية 7 مرات بأعوام (1944، 1946، 1948، 1951، 1955، 1963، 1969) وكأس الاتحاد اللبناني 3 مرات بأعوام (1943، 1948، 1962).

## نادي هومنتمن بيروت لكرة السلة

### الرجال
نادي هومنتمن هو واحدًا من أطول برامج كرة السلة للرجال في لبنان وكان فريقه جزءًا من دوري كرة السلة الأول في البلاد لسنوات عديدة، وفي الوقت الحالي يلعب فريق الرجال في دوري الدرجة الأولى لكرة السلة في لبنان، وقد فاز بلقب كرة السلة اللبنانية لعام 2017-2018 وهو اللقب الأول في تاريخ النادي، وفي سلسلة متوترة من سبع مباريات متتالية قطع نادي الهومنتمن في المباراة النهائية بفارق 74-59 ليحصل على اللقب بنصر 4-3، كما فاز الهومنتمن بالكأس اللبناني في عام 2018 بفوزه على نادي الرياضي بنتيجة 77-70 وذلك في 2 مايو 2018، كما فاز ببطولة الأندية العربية ضد نادي الجمعية السلاوية ASS Sale بفارق نقاط 99-98 في ملعب مكتظ بأكثر من 6000 من الجمهور.

### فريق هومنتمن أنطلياس لكرة السلة
يُعد فريق هومنتمن أنطلياس لكرة السلة للسيدات هو جزء من دوري الدرجة الأولى لكرة السلة للسيدات؛ حيث يحملون لقب البطولة اللبنانية للأعوام 2015/2016 و2016/2017، بالإضافة إلى بطولة الأندية العربية للسيدات (2017).

## رياضات أخرى
يدير الهومنتن اللبناني واحدًا من أكثر البرامج الرياضية نجاحًا في لبنان؛ حيث يحتفظ رياضيون هومنتن بعدد كبير من ألقاب البطولات على المستوى الفردي وعلى مستوى النادي في الألعاب الرياضية التالية:
- ركوب الدراجات
- كرة الطاولة
- سباقات المضمار والميدان
- الشطرنج[1]